# Nyłga
Nyłga (ros. Нылга) – wieś (sieło) w Rosji, w Udmurcji, w rejonie uwińskim. W 2010 liczyła 2653 mieszkańców.